# قرار مجلس الأمن التابع للأمم المتحدة رقم 1801
قرار مجلس الأمن التابع للأمم المتحدة رقم 1801، المتخذ بالإجماع في 20 فبراير 2008.

## القرار
مدد مجلس الأمن تفويض بعثة الاتحاد الأفريقي في الصومال لمدة ستة أشهر أخرى حتى 20 أغسطس.
وبموجب الفصل السابع من ميثاق الأمم المتحدة، أذن المجلس لبعثة الاتحاد الأفريقي في الصومال باتخاذ جميع التدابير اللازمة، حسب الاقتضاء، لتنفيذ ولايتها، على النحو المنصوص عليه في القرار 1772 (2007)، مؤكدا أن البعثة يمكن أن تتخذ جميع التدابير اللازمة لتوفير الأمن للبنية التحتية الرئيسية والمساهمة في تهيئة الظروف الأمنية اللازمة لتقديم المساعدة الإنسانية.
وبموجب النص، أكد المجلس من جديد عزمه على اتخاذ تدابير ضد أولئك الذين يسعون إلى منع أو عرقلة عملية سياسية سلمية، أو أولئك الذين هددوا المؤسسات الاتحادية الانتقالية أو بعثة الاتحاد الأفريقي بالقوة أو اتخذوا إجراءات من شأنها تقويض الاستقرار في الصومال أو المنطقة.
وأكد المجلس أيضا اعتزامه الاجتماع على الفور عقب صدور تقرير الأمين العام، المتوقع في 10 آذار / مارس، والذي سيقدم خيارات وتوصيات محددة لتعزيز قدرة مكتب الأمم المتحدة السياسي في الصومال، على زيادة دعم النشر الكامل في بعثة الاتحاد الأفريقي في الصومال، والتحضير للنشر المحتمل لقوة حفظ سلام تابعة للأمم المتحدة لتحل محل بعثة الاتحاد الأفريقي.
وشدد المجلس على استمرار المساهمة في إحلال السلام والأمن في الصومال من خلال حظر توريد الأسلحة المفروض بموجب القرار 733 (1992) والتعديلات اللاحقة، وطالب جميع الدول الأعضاء بالامتثال الكامل له. وشجع الدول الأعضاء التي تعمل سفنها البحرية وطائراتها العسكرية في المياه الدولية والمجال الجوي المتاخم لساحل الصومال على توخي اليقظة إزاء القرصنة واتخاذ الإجراءات المناسبة لحماية السفن التجارية، وخاصة فيما يتعلق بنقل المساعدات الإنسانية. ورحب بالمساهمة التي قدمتها فرنسا لحماية القوافل البحرية التابعة لبرنامج الأغذية العالمي والدعم الذي تقدمه الدنمارك الآن.
وبعد التصويت، قال ممثل جنوب أفريقيا إن وفده صوت لصالح القرار، على الرغم من أنه كان يفضل أن يؤجل المجلس اتخاذ قرار إلى أن يتم استلام التقرير المطلوب من الأمين العام. وقد تم قبول حل وسط سينظر المجلس بموجبه في المسألة فور استلام التقرير. وسيوفر تقرير الأمين العام للمجلس نهجا بديلة لمسألة الصومال. وكان على المجلس أن يثبت أن ولايته في صون السلم والأمن الدوليين تنطبق على الصومال أيضا.
وقال إن البعثة تقوم بعمل رائع، على الرغم من التحديات المتعلقة بالقدرات. ومع ذلك، لم يكن الافتقار إلى القدرات هو المشكلة الوحيدة التي واجهتها بعثة الاتحاد الأفريقي في الصومال. ويجب على المجتمع الدولي أن يزود بعثة الاتحاد الأفريقي في الصومال ليس فقط بالموارد اللازمة، بل عليه أيضا واجب دعم العملية السياسية اللازمة لإحلال السلام والاستقرار في البلد.

## روابط خارجية
- نص القرار في undocs.org